# Marianne Kaltenbach
 (mai 2023).
Marianne Kaltenbach, née le 6 juin 1921 à Zurich et morte le 15 octobre 2005 à Lucerne) est une auteure culinaire et restauratrice suisse.

## Biographie
Marianne Kaltenbach est la fille de William Rothen, hôtelier vaudois, et de Suzanne Epplé. Elle est mariée à Fritz K., peintre et graphiste. 
Après avoir fréquenté une école de commerce à Lausanne, Kaltenbach obtient un diplôme de droguiste à Neuchâtel. Elle suit ensuite une formation d'assistante publicitaire et de conseillère en relations publiques, et développe de manière autodidacte une expertise dans l'art culinaire. 
Marianne Kaltenbach succombe à un cancer à l'âge de 84 ans, le 15 octobre 2005 à Lucerne.

## Carrière
Kaltenbach commence sa carrière professionnelle en tant que journaliste gastronomique, contribuant à diverses revues culinaires. Elle est également directrice de cours de cuisine en Suisse et à l'étranger. 
Elle est l'auteure de plus de cinquante livres de cuisine.
De 1980 à 1990, elle occupe le poste de directrice du restaurant Raben à Lucerne.
En plus de son travail d'écriture et de restauration, Kaltenbach est membre du comité directeur de plusieurs associations gastronomiques.
Elle reçoit huit médailles d'argent et la plume d'or de l'Académie allemande des gastronomes en 1986 pour son livre Meine Fischküche, le grand prix de l'Académie suisse des gastronomes en 1993, le grand prix de l'Académie internationale des gourmets et des traditions gastronomiques de Paris en 1995, ainsi que le prix artistique et culturel de la Ville de Lucerne en 2000.